# Acronicta luteola
Acronicta luteola là một loài bướm đêm trong họ Noctuidae.